# Amy Marsh
Pour les articles homonymes, voir Marsh.
Amy Marsh née Amy Cottrill le 23 novembre 1977 à Rochester est une triathlète américaine, vainqueur sur triathlon Ironman et Ironman 70.3.

## Biographie

### Jeunesse
Amy Marsh est nageuse de haut niveau à l'Université du Minnesota, mais après ses études elle n'a plus de motivation pour ce sport et décide de faire une pause. En 2001, elle rencontre son mari Brandon Marsh qui lui suggère d'essayer le triathlon avec comme objectif , de participer au Danskin triathlon un an plus tard. Elle s'éprend rapidement de cette nouvelle pratique l'épreuve sur rythme soutenu en prenant beaucoup de plaisir.

### Carrière en triathlon
En 2009, elle remporte l'Ironman Wisconsin avec dix huit minutes d'avance sur Irene Kinnegim qui termine deuxième. L'année d'après, elle confirmera avec ses victoires à l'Ironman Chine devant l'allemande Nicole Leder et à l'Ironman USA devant l'américaine Caitlin Snow. Elle finit 10e au championnat du monde Ironman à Kailua-Kona entre 2012, année où elle remportera l'Ironman Brésil devant la Tchèque Lucie Zelenková.
Amy Marsh  programme l'arrêt la compétition à la fin de la saison 2015 mais en décembre 2014 une leucémie myéloïde aiguë lui est diagnostiquée. Elle est aussitôt admise à l'hôpital pour commencer une chimiothérapie. Six mois après, elle subit une greffe de cellules souches.

### Vie privée
Elle vit à Austin et est marié avec le triathlète américain Brandon Marsh (25e aux championnats du monde d'Ironman 2013 à Kailua-Kona).

## Palmarès
Le tableau présente les résultats les plus significatifs (podium) obtenus sur le circuit international de triathlon depuis 2009,.
| Année | Compétition                   | Pays       | Position           | Temps           |
| ----- | ----------------------------- | ---------- | ------------------ | --------------- |
| 2014  | Ironman 70.3 Raleigh          | États-Unis | Médaille d'or      | 4 h 21 min 38 s |
| 2013  | Ironman 70.3 Nouvelle-Orléans | États-Unis | Médaille d'argent  | 4 h 20 min 39 s |
| 2012  | Ironman New-York              | États-Unis | Médaille de bronze | Timing          |
| 2012  | Ironman Texas                 | États-Unis | Médaille de bronze | 9 h 4 min 0 s   |
| 2011  | Ironman Brésil                | Brésil     | Médaille d'or      | 9 h 9 min 39 s  |
| 2011  | Ironman Suisse                | Suisse     | Médaille d'argent  | 9 h 11 min 36 s |
| 2011  | Challenge Vichy               | France     | Médaille d'or      | 9 h 44 min 55 s |
| 2011  | Ironman 70.3 Singapour        | Singapour  | Médaille d'argent  | 4 h 22 min 32 s |
| 2010  | Ironman USA                   | États-Unis | Médaille d'or      | 9 h 27 min 30 s |
| 2010  | Ironman Chine                 | Chine      | Médaille d'or      | 9 h 52 min 45 s |
| 2009  | Ironman Wisconsin             | États-Unis | Médaille d'or      | 9 h 43 min 59 s |
| 2009  | Ironman 70.3 Buffalo Springs  | États-Unis | Médaille d'or      | 4 h 33 min 36 s |